# Adam R.A.14 Loisirs
Die Adam R.A.14 Loisirs war ein Hochdecker-Trainingsflugzeug mit Doppelsteuer des französischen Entwicklers Roger Adam mit Erstflug im Dezember 1945.

## Geschichte
Das Flugzeug war das Erste, das nach dem Krieg entwickelt und für private Kunden erhältlich war; es handelte sich dabei um einen Bausatz zum Selbstbau für Private oder Aero-Clubs. Die Etablissements Aéronautiques R. Adam lieferten die ab Mai 1945 entworfenen Pläne und stellten Einzelteile her. Das Flugzeug konnte dann mit Motoren mit einer Leistung zwischen 40 und 65 PS ausgerüstet werden. Verwendet wurden Motoren wie der Minié 4 DC-32, der Mathis 4 GB-60, ein C.N.A. D4 oder Train 6D-01. Die meisten Flugzeuge erhielten aber den Continental A65-8.
2001 wurden noch 5 aktive Maschinen in Frankreich gezählt. Mindestens ein Exemplar des Flugzeuges flog auch noch im Jahr 2010.

## Technische Daten
| Kenngröße             | Typ 101                       |
| --------------------- | ----------------------------- |
| Besatzung             | 2                             |
| Länge                 | 6,99 m                        |
| Spannweite            | 10,90 m                       |
| Höhe                  | 2,20 m                        |
| Leermasse             | 279 kg                        |
| max. Startmasse       | 479 kg                        |
| Antrieb               | ein Minié 4 DC-32 oder andere |
| Höchstgeschwindigkeit | 140 km/h                      |
| Reisegeschwindigkeit  | 116 km/h                      |